# Hakmis
Ḫakmiš (Ḫakpissa) was een Hettitische stad in het noorden van Anatolië die vooral aan betekenis won toen de stad Nerik waar een belangrijk heiligdom van de stormgod stond door de Kaskiërs werd ingenomen. Ḫakmiš werd als vervanging gezien, waar de belangrijke rituelen in dienst van de stormgod werden gehouden. Het werd ook de zetel van een vazalvorstendom van waaruit de Kaskiërs werden bestreden, met name onder Hattusili III.
De ligging van Ḫakmiš is niet met zekerheid bekend, maar veel onderzoekers denken aan Amasya

## Verwijzingen
1. ↑  blz 193 The organization of the Anatolian local cults during the thirteenth century B.C. Joost Hazenbos 2003 ISBN 90 04 12383 0